# Expedient Zack
Expedient Zack (títol original en anglès, The Zack Files) és un sèrie de televisió canadenca de ciència-ficció basada en una sèrie de llibres homònima, escrita per Dan Greenburg. Es va emetre per primera vegada a YTV des del 17 de setembre de 2000 fins que l'episodi final es va emetre el 5 de maig de 2002. Aquesta sèrie es va rodar a Toronto. Es va doblar al català pel canal K3.

## Sinopsi
La sèrie gira al voltant d'un noi adolescent anomenat Zack, interpretat per Robert Clark, que és un imant per a l'activitat paranormal i assisteix a l'escola secundària Horace Hyde-White juntament amb els seus tres amics Cam, Gwen i Spencer. En Zack aconsegueix ficar-se en problemes amb les seves aventures paranormals i depèn dels seus amics ajudar-lo a arreglar els imprevistos.